# Thibron
Thibrôn (en grec ancien Θίϐρων / Thíbrôn, qui signifie « chaud, brûlant ») est un mercenaire spartiate du IVe siècle av. J.-C.
Thibrôn est l'un des mercenaires recrutés par Harpale, le trésorier en fuite d'Alexandre le Grand, vers 325 av. J.-C. Après la fuite d'Harpale d'Athènes vers la Crète, il assassine ce dernier et s'empare d'une partie du trésor détourné par le trésorier indélicat.
Il est appelé peu après par les exilés de Cyrène pour les rétablir en leur cité selon l'édit pris par Alexandre peu avant sa mort. Il quitte la Crète avec une troupe d'environ 6000 hommes et tente de se créer un royaume en Cyrénaïque. Il bat les Cyrénéens mais est trahi par son officier Mnasiclès et perd Apollonia ainsi que sa flotte (323-322 av. J.-C.).
Thibrôn recrute alors des mercenaires dans le Péloponnèse, occupe Teuchira, bat à nouveau les habitants de Cyrène et commence le siège de la ville. Les Cyrénéens demandent de l'aide au nouveau satrape d'Égypte, Ptolémée puis se ravisent et s'entendent avec Thibrôn. Mais il est trop tard et Ophellas intervient au nom de Ptolémée. Thibrôn est vaincu et capturé en 322 av. J.-C. Cette défaite voit l'annexion de Cyrène par l'Égypte.